# Stefanía Fernández
Stefania Fernandez là một nữ hoàng sắc đẹp của Venezuela. Ngày 10 tháng 9 năm 2008, cô đã đăng quang danh hiệu Hoa hậu Venezuela 2008 và đại diện cho đất nước mình tham dự cuộc thi Hoa hậu Hoàn vũ 2009. Cô được trao vương miện bởi Dayana Mendoza, cựu Hoa hậu Venezuela và vừa đăng quang Hoa hậu Hoàn vũ 2008 trước đó hai tháng. Trong cuộc thi, cô còn đoạt thêm một số giải phụ như Hoa hậu Thanh lịch (Miss Elegance), Hình thể đẹp nhất (Best Body) và Khuôn mặt đẹp nhất (Best Face).
Stefania là hiệu Hoa hậu Trujillo thứ hai trong lịch sử đoạt danh hiệu Hoa hậu Venezuela.

## Tiểu sử
Fernández là người gốc Tây Ban Nha, Nga, Ukraina và Ba Lan; cô thích chơi tennis và bơi lội. Mẹ cô là Nadia Krupij Holojad và cha là Carlos Fernandez, người đã bị bắt cóc (để tống tiền) ở bang Barinas của Venezuela trong vòng 5 ngày.

## Hoa hậu Venezuela và Hoa hậu Hoàn vũ
Fernández thắng giải Hoa hậu Venezuela 2008 trong một cuộc thi được tổ chức tại Caracas vào ngày 10 Tháng 9 2008. Cô đã được trao vương miện của Hoa hậu Venezuela 2008 bởi Dayana Mendoza, Hoa hậu Venezuela 2007 và Hoa hậu Hoàn vũ 2008. Fernández cũng giành giải "Hoa hậu Thanh Lịch", "Thân Hình Đẹp" và "Khuôn Mặt Đẹp".. Cô trở thành người thứ hai đoạt ngôi vị này kể từ cuộc thi Hoa hậu Venezuela đầu tiên bắt đầu vào năm 1952 khi đó Barbara Palacios, Hoa hậu Venezuela 1986 và cũng là Hoa hậu Hoàn vũ 1986.
Hoa hậu Hoàn vũ 2008 Dayana Mendoza, cũng từ Venezuela trao vương miện cho Hoa hậu Hoàn vũ 2009 ngay 23 Tháng 8 năm 2009, tại Nassau, Bahamas. Điều này đánh dấu lần đầu tiên trong lịch sử Hoa hậu Hoàn vũ cùng một quốc gia giành được vương miện trong những năm liên tiếp..Vì chiến thắng này, Fernandez đã có thể nhập vào Sách Kỷ lục Guinness. Gói giải thưởng của cô bao gồm tiền mặt, hợp đồng một năm thúc đẩy Hoa hậu Hoàn vũ, đi du lịch thế giới, một năm ở miễn phí tại căn hộ sang trọng, uy tín, ở thành phố New York và một túi quà tặng của các nhà thiết kế giày dép Lưu trữ ngày 25 tháng 11 năm 2020 tại Wayback Machine, áo quần và các sản phẩm làm đẹp, và một US$100.000 lương cho hai năm học tại New York Film Academy. Fernández dự định đi du lịch trên thế giới để nói đến các vấn đề nhân đạo và thúc đẩy giáo dục về HIV / AIDS .